# シェイン・ヘイスト
シェイン・ヘイスト（Shane Haste、1985年9月24日 - ）は、オーストラリアの男性プロレスラー。西オーストラリア州パース出身。新日本プロレス所属。
本名、シェイン・ベリーザー（Shane Veryzer）。WWE時代はシェイン・ソーン（Shane Thorne）のリングネームで所属していた。
マイキー・ニコルスとのタッグチーム、TMDK（The Mighty Don't Kneel）およびザ・マイティ（The Mighty）で知られる。

## 来歴

### インディー団体
学生時代は、クリケットや柔道などの武道を経験。2003年2月にオーストラリアのプロレス団体・EPWのパース大会における4WAY戦でプロ・デビュー。17歳、高校在学中でのデビューであった。その後、EPWのマイキー・ニコルスとタッグチーム「TMDK」を結成、EPWタッグ王座を獲得している。

### プロレスリング・ノア
2010年に行われたWLWとノア共催のレスリング・キャンプのトライアウトにパートナーのニコルスとともに合格。
2011年2月21日、留学生として初来日し、合宿所に入寮。2月23日のSEM興行で、パートナーのマイキー・ニコルスと対戦し、日本デビューを飾った。また、ツアーに帯同し、試合を行いながら、セコンド・雑用もこなし、ノアのプロレスを学習した。
ノア留学終了後も引き続きニコルスとともにノアへ参戦を続け、セコンド・雑用を行いながら堅実に試合をこなしていき、ここ数年ではエディ・エドワーズやボビー・フィッシュと並ぶノアへの参戦数が多い常連外国人レスラーとなった。
12月15日の後楽園ホール大会ではニコルスとのTMDKで、GHCジュニアヘビー級タッグ王者の鈴木鼓太郎&青木篤志に挑戦。敗北を喫したが、王者組を圧倒する連携の数々で観客から大きな声援を受け、王者組からその成長ぶりの早さと、立派なノアの一員であるとの評価を受けた。
その後体重の増加に伴い、ヘビー級へ転向。
2012年、ノアに入団した新人のエリック兄弟（ロス・フォン・エリック&マーシャル・フォン・エリック）の日本デビュー戦の相手を務め、勝利する。
11月のグローバル・リーグ戦に参戦。初戦で優勝候補の丸藤正道を破る金星を挙げ、さらにGHCタッグ王者の齋藤彰俊も破るなど、飛躍した。
他にもアメリカのROH、OVW、TNAなどにも参戦経験がある。
2013年4月、ヘイスト&ニコルスのタッグがグローバル・タッグ・リーグ戦へ初出場。優勝進出はならなかったが、GHCタッグ王者の新日本プロレス・飯塚高史&矢野通から完璧な3カウント勝利を挙げた。
5月12日、マイキー・ニコルスとともにプロレスリング・ノア所属となる。同日の後楽園ホールで開催されたノアの興行「方舟新章」のセミファイナルで、GHCタッグ王座|GHCタッグ王者の新日本プロレス・飯塚高史&矢野通にヘイスト&ニコルスが挑戦。攻勢なるも反則ファイトに翻弄され逆転敗退となった。
7月7日、有明コロシアムで行われた「GREAT VOYAGE 2013 in Tokyo 七夕決戦 ~みんなの願い~」で飯塚&矢野と再戦し、勝利。GHCタッグ王座を奪取した。
9月7日のディファ有明大会では、KENTAの保持するGHCヘビー級王座へ初挑戦。
2015年12月、ノアとの契約期間満了。
2016年2月11日、3月2日のディファ有明大会から10日の後楽園ホールまでニコルスと共に参戦。

### WWE
2016年3月25日、アメリカのメジャー団体であるWWEと契約を交わし入団。4月12日、育成施設であるWWEパフォーマンスセンターにてトレーニングを開始。同月22日、傘下団体であるNXTのNXT Liveにてデビューを飾り、ニコルスと組んでソーヤー・フルトン & アレクサンダー・ウルフと対戦するが勝利するに至らなかった。5月19日、タッグチームの名称をTM61へと変え、同時にリングネームをシェイン・ソーン（Shane Thorne）に変更。同月25日、NXTにてTM61としてトマソ・チャンパ & ジョニー・ガルガノを相手にデビューを飾る。序盤より連携技でタッグチームとしての格の違いを見せるが中盤よりチャンパからタッチしたガルガノよりガルガノ・エスケープを決められるとペースを握られてしまい、最後にシャーク・イン・ザ・ウォーターを決められ敗戦した。
2017年1月5日、ザ・リバイバル（ダッシュ・ワイルダー & スコット・ドーソン）との対戦中に左膝を負傷。長期欠場となる。
2018年6月20日、タッグネームをザ・マイティ（The Mighty）に変更。ウォー・レイダース（ロウ & ハンソン）と対戦。序盤こそ合体技を駆使して攻めるが、中盤より一方的に追い込まれ、最後には自身がフォールアウトを決められ敗戦した。12月14日、ミラーが家族の都合により退団。タッグを解散する事になった。

### 新日本プロレス
2022年3月6日、新日本プロレス「NJPW STRONG」配信のRIVALS大会の第3試合のデビッド・フィンレー&ジュース・ロビンソンVSバッド・デュード・ティト&ジョナの試合後に乱入しデビッド・フィンレー&ジュース・ロビンソンを襲撃した。

## 得意技

### フィニッシュ・ホールド
ボム・バレー・デス
ファイヤーマンズキャリーの体勢からロック・ボトムの体勢で叩きつける。デスバレーボムと技を掛ける方向が逆向きなので名称も順序を逆にしている。
ブラックスワン・スプラッシュ
フェニックス・スプラッシュ。
ここ一番での秘策として出される。
2013年の杉浦貴&高山善廣組とのGHCタッグ戦で初披露し、この技で杉浦からフォールを奪った。
フレンド・ゾーン
変形チキンウィングフェイスロック。
うつぶせの相手をサイドから片羽締めの体勢で、片腕を巻き込んで締め上げるフェイスロック。

### 打撃技
エルボー
エルボースマッシュ
バックハンド・チョップ
クローズライン
昇龍拳
低い体勢から大きくジャンプして決めるアッパーカット。走ってくる相手へのカウンターとして決めることが多い。
対戦型格闘ゲームのストリートファイターの登場キャラクターであるリュウの技から由来している。
ドロップキック
GTFO
相手をファイヤーマンズキャリーの体勢で抱え上げ、相手を目の前に落とすと同時に落下中の相手の胸元や首元に片膝を突き上げる。
KENTAのgo 2 sleepと同型技。

### 飛び技
デンジャラス・フットスタンプ
コーナーへ宙づりにした相手の腹部へ決めるダイビング・ダブル・フットスタンプ。
キャノンボール・セントーン
立っている相手に向かって走り込んでいき、前方宙返りしながら背面からあいてにぶつかっていく技。コーナーポストへ寄りかかる相手への串刺し式での使用が多い。土井成樹の「大暴走」と類似。
スタンディング・ムーンサルトプレス

### 投げ技
ダイナミック・ボム（ダイナミック・パワーボム）
シットダウン式ジャンピング・パワーボム。
田上明の影響で使用し始めたもので、名称も田上に合わせてダイナミック・ボムとした。

### 連携技
ダブルタップ
マイキー・ニコルスとの合体技。
ニコルスが水車落としの体勢で相手を担ぎ上げ、自身が逆さまになった相手の首を抱え、ニコルスが相手の両足を離すと同時に2人でネックブリーカーの体勢でマットに叩きつける。
サンダーバレー
マイキー・ニコルスとの合体技。
2人で相手をリフトアップし、足を振り上げて勢いをつけて旋回。自身は前向きに倒れ込んだ体勢で相手の腕を抱え、ニコルスが相手の片足を抱えて同時にマットに叩きつける。
ニコルスの得意技であるブルーサンダーと自身の得意技であるボムバレーデスの合体させた形であり、技名も合成している。
タンク・バスター
エメラルド・フロウジョンとダイビング式DDTの合体技。ニコルスが相手をエメラルド・フロウジョンの体勢で肩に担ぎ、ヘイストがトップロープまたはセカンドロープからそれにめがけてダイビング。ニコルスが担ぐ相手の頭部をヘイストが空中でDDTに体勢で抱え込みそのままDDTのようにマットへ倒れ込んで、それに合わせてニコルスがエメラルド・フロウジョンのようにマットへ倒れ込む。

## タイトル歴
EPW
- EPWヘビー級王座 : 2回
- EPWタッグ王座 : 2回

w / アレックス・キングストン
w / マイキー・ニコルス
新日本プロレス
- IWGPタッグ王座 : 1回

第104代 w / マイキー・ニコルス
- STRONG無差別級タッグ王座 : 2回

第7代、第9代 w / マイキー・ニコルス
プロレスリング・ノア
- GHCタッグ王座 : 2回

第29代、第32代 w / マイキー・ニコルス
プロレス大賞
- 最優秀タッグチーム賞 : 2013年

w / マイキー・ニコルス

## 入場テーマ曲
- Bad Reputation
- Joker & the Thief - ウルフマザー
- If You Want Blood（You've Got It） - AC/DC